# Oreopola athola
Oreopola athola är en fjärilsart som beskrevs av Turner 1940. Oreopola athola ingår i släktet Oreopola och familjen björnspinnare. Inga underarter finns listade i Catalogue of Life.